# Заслуженный работник культуры Российской Федерации
«Заслу́женный рабо́тник культу́ры Росси́йской Федера́ции» — почётное звание, входящее в систему государственных наград Российской Федерации.

## Основания для присвоения
Звание «Заслуженный работник культуры Российской Федерации» присваивается высокопрофессиональным работникам организаций, работающих в области культуры, искусства, образования, полиграфии, печати, кинематографии, радио и телевидения, а также участникам самодеятельного творчества и лицам, участвующим в работе организаций культуры и искусства на общественных началах, за личные заслуги:
- в развитии и широкой популяризации российской культуры;
- в разработке и принятии комплексных мер по сохранению и приумножению многонационального культурного и исторического наследия России;
- в создании российского высококачественного исследовательского или научно-познавательного продукта в области культуры, искусства и истории;
- в подготовке квалифицированных кадров для российских организаций, работающих в области культуры, искусства.

Почётное звание «Заслуженный работник культуры Российской Федерации» присваивается, как правило, не ранее чем через 20 лет с начала осуществления профессиональной деятельности и при наличии у представленного к награде лица отраслевых наград (поощрений) федерального органа государственной власти или органов государственной власти субъектов Российской Федерации.

## Порядок присвоения
Почётные звания Российской Федерации присваиваются указами Президента Российской Федерации на основании представлений, внесённых ему по результатам рассмотрения ходатайства о награждении и предложения Комиссии при Президенте Российской Федерации по государственным наградам.

## История звания
Почётное звание «Заслуженный работник культуры Российской Федерации», по образцу существовавшего в СССР звания «Заслуженный работник культуры РСФСР», установлено Указом Президента Российской Федерации от 30 декабря 1995 года № 1341 «Об установлении почётных званий Российской Федерации, утверждении положений о почётных званиях и описания нагрудного знака к почётным званиям Российской Федерации». Тем же указом утверждено первоначальное Положение о почётном звании, в котором говорилось:
Почётное звание «Заслуженный работник культуры Российской Федерации» присваивается высококвалифицированным работникам учреждений, организаций и органов культуры, искусства, образования, полиграфии, печати, радио и телевидения, участникам самодеятельного творчества и лицам, участвующим в работе организаций, учреждений и органов культуры на общественных началах, за заслуги в развитии культуры и работающим в области культуры 15 и более лет.
В настоящем виде Положение о почётном звании утверждено Указом Президента Российской Федерации от 7 сентября 2010 года № 1099 «О мерах по совершенствованию государственной наградной системы Российской Федерации».

## Нагрудный знак

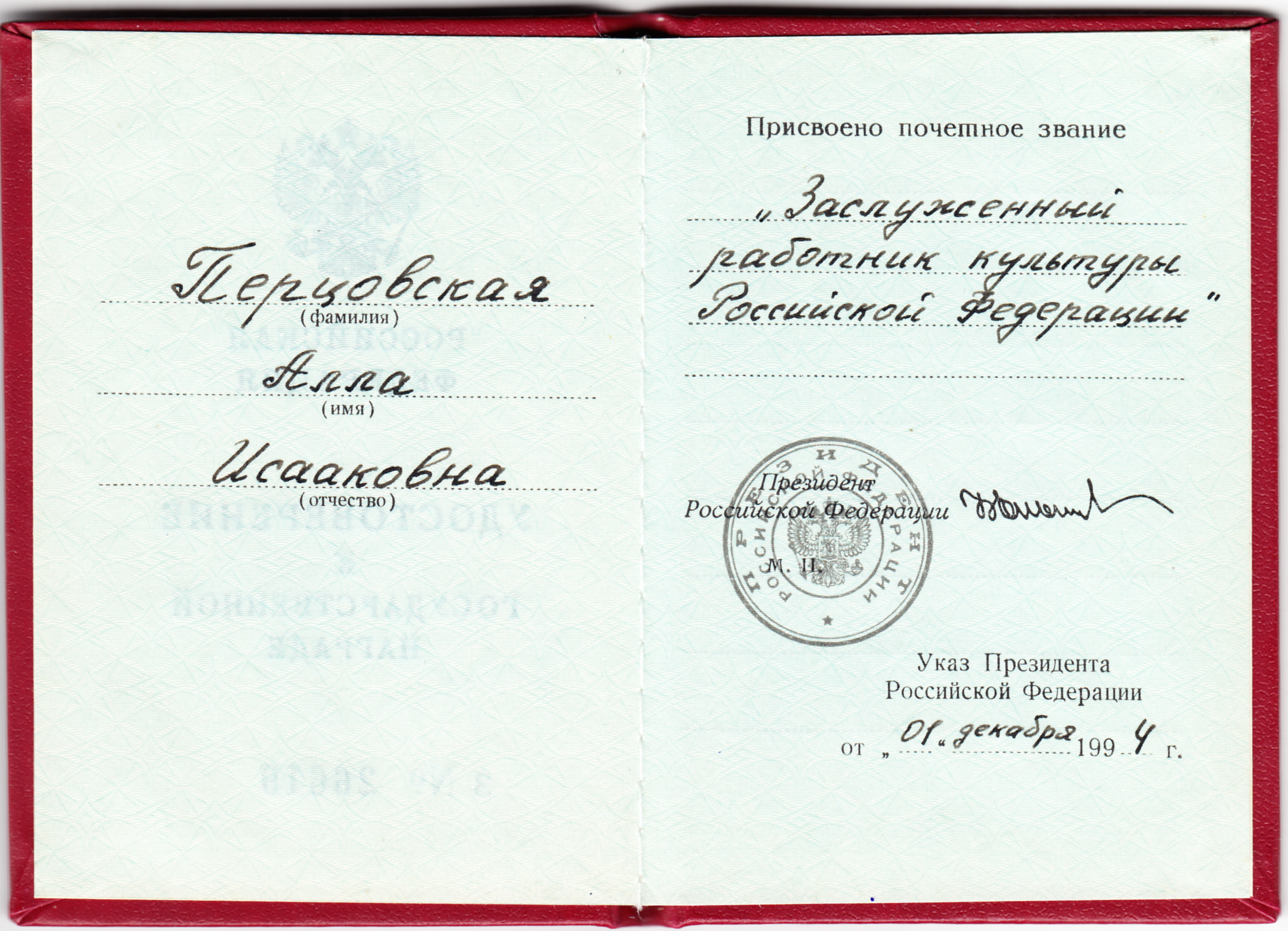
Удостоверение, 1994 год

Нагрудный знак имеет единую для почётных званий Российской Федерации форму и изготавливается из серебра. Он имеет форму овального венка высотой 40 мм и шириной 30 мм, образуемого лавровой и дубовой ветвями. Перекрещенные внизу концы ветвей перевязаны бантом. На верхней части венка располагается Государственный герб Российской Федерации. На лицевой стороне, в центральной части, на венок наложен картуш с надписью — наименованием почётного звания.
На оборотной стороне имеется булавка для прикрепления нагрудного знака к одежде. Нагрудный знак носится на правой стороне груди.

## Переходный период
В России до принятия Указа Президента Российской Федерации от 30 декабря 1995 года № 1341 действовали правовые акты об установлении почётных званий РСФСР. После изменения наименования государства с «Российская Советская Федеративная Социалистическая Республика» на «Российская Федерация» (см. Закон РСФСР от 25 декабря 1991 года № 2094-I) в названиях всех почётных званий наименование «РСФСР» было заменено словами «Российской Федерации», таким образом, с 1992 года до 30 марта 1996 года производилось присвоение однотипного почётного звания РСФСР, существовавшего с 1964 года, с тождественным современному наименованием.